# Comorerne
Comorerne er et land i det Indiske Ocean i Mozambique-kanalens nordlige udmunding mellem Madagaskars nordspids og det afrikanske kontinent. Pr. 2022 er der ca. 900.000 indbyggere på 2.034 km2
Republikken Comorerne består af øerne Grande Comore, Anjouan og Mohéli, som er tre ud af de fire hovedøer i øgruppen Comorerne. Den sidste er Mayotte, som tidligere hørte til Republikken Comorerne, men i dag er et fransk departement. De fleste af øerne i øgruppen er små koralrev, men de fire hovedøer er af vulkansk oprindelse og udgør hovedparten af arealet. Øerne ligger på 12 grader sydlig bredde og 44 grader østlig længde.

## Historie
Araberne har kendt til Comorerne siden 2. århundrede e.Kr., og selv efter at europæerne opdagede øgruppen i det 16. århundrede, fungerede de stadig som handelsstation for araberne, der brugte øerne som terminal for slaver og krydderier.
I perioden 1843-1909 var landet en koloni under Frankrig, der 1947 gav landet status som oversøisk territorium, og i 1961 fik landet indre selvstyre. Efter en afstemning erklærede landet sig suveræn østat, og den endelige selvstændighed blev skænket i 1975. Året efter valgte Mayotte dog at trække sig ud og atter slutte sig til Frankrig.
I al den tid, landet har været selvstændigt, har det oplevet ikke mindre end 20 politiske kup; i 1992 omstødte præsident Djohar forfatningen, men desværre satte det ikke bom for de mange uroligheder, der hærgede landet. I 1995 slog et statskup fejl.
I 1996 blev Mohamed Taki Abdoulkarim, en konkurrent til Djohar, valgt til præsident. Han indførte en islamisk forfatning og gjorde landet til et teokrati; efter Takis død faldt magten i 1999 i hænderne på oberst Assoumane.

## Økonomi
Økonomien er i store problemer. Manglende udenlandske investeringer som følge af det ustabile politiske styre har overladt den lille landbrugsbefolkning til sig selv. Der dyrkes vanilje, kryddernelliker, kaffe, sisal, kopra, maniok, ris, majs og kakao foruden blomster beregnet til fremstilling af parfume.
Store arealer landbrugsland går tabt på grund af erosion. Det meste af jorden består af sort basaltmateriale, der gør den porøs, hvilket er hovedårsagen til erosionen. Det store fåre- og gedehold samt manglen på konturpløjning bidrager til problemet.

## Terræn og miljø
Øerne er fortrinsvis stejle. På øen Grande Comore ligger den endnu aktive vulkan Mt. Katala, der med sine 2.361 meter danner landets højeste punkt. Den porøse basaltjord dræner landet for overfladevand og er skyld i, at der kun på de øverste skråninger kan eksistere regnskov.